# Weißer Engel (Quedlinburg)

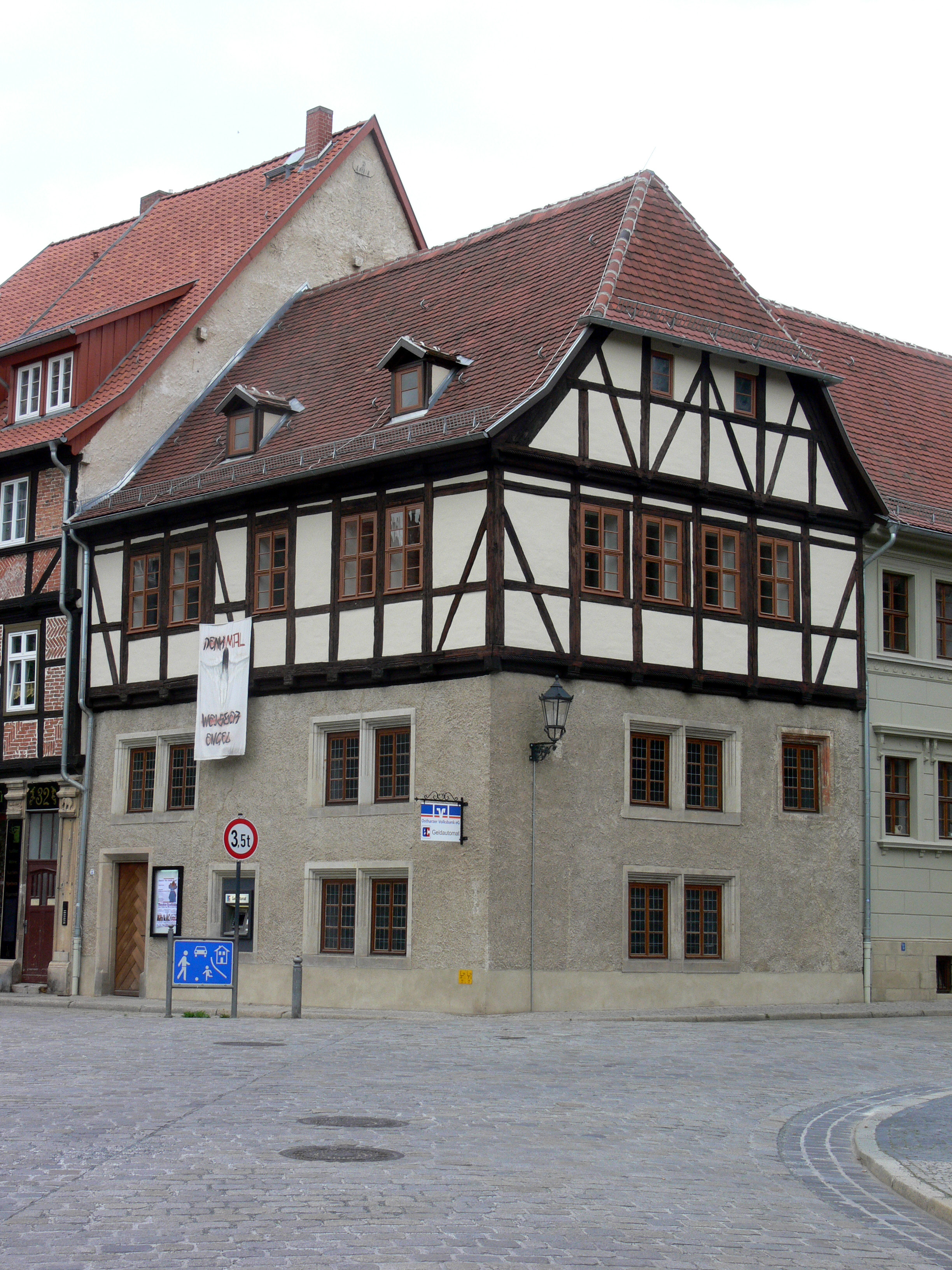
Weißer Engel

Das Haus Weißer Engel  ist ein denkmalgeschütztes Gebäude in der Stadt Quedlinburg in Sachsen-Anhalt.

## Lage
Das Eckhaus befindet sich an der Adresse Lange Gasse 33 an der Ecke zur Altetopfstraße nördlich des Quedlinburger Schlossbergs und gehört zum UNESCO-Weltkulturerbe.

## Architektur und Geschichte
Das Wohnhaus entstand im Jahr 1623. Der untere Bereich ist in massiver Bauweise errichtet und verfügt über ein Zwischengeschoss und profilierte rechteckige Fenster. Das Obergeschoss ist in Fachwerkbauweise mit Taustab verzierter Schwelle erstellt. Bedeckt wird das Gebäude von einem Krüppelwalmdach. Im Quedlinburger Denkmalverzeichnis ist das Gebäude als Kaufmannshof eingetragen.
Nach Westen schließt sich ein in der zweiten Hälfte des 17. Jahrhunderts entstandener zweigeschossiger Seitenflügel an. Dessen Fassade wurde in der Zeit um 1850/1860 im klassizistischen Stil neu gestaltet. Es entstand eine Putzquaderung mit Fries und Stuckleisten. 
In den Jahren zwischen 1980 und 1986 wurde das Gebäude zum Sitz des VEB Denkmalpflege des Bezirks Halle ausgebaut. Hierfür wurde westlich ein neuer Seitenflügel als Verbindung zum ebenfalls zum Betriebssitz gehörenden Haus Altetopfstraße 2 angefügt. Das Untergeschoss des Weißen Engels hielt man dabei zunächst für einen um 1900 entstanden massiven Ersatz für eine ehemalige Fachwerkkonstruktion. Um die Frage zu klären, ob eine Fachwerkrekonstruktion in Frage kommt, wurde auf Forderung des Instituts für Denkmalpflege der Putz entfernt. Dabei wurden Wandteile aus dem frühen 17. Jahrhundert, inklusive zweier originale Fenster aus der Zeit der Renaissance im Erd- und im Zwischengeschoss gefunden. Es wurde daher eine massive Rekonstruktion des Untergeschosses vorgenommen. Im Gebäudeinneren wurde der Fußboden auf das frühere Niveau tiefergelegt. Das ehemals vorhandene Zwischengeschoss wurde durch die Einfügung einer Galerie kenntlich gemacht.
Die Seite zum Hof wurde im Jahr 1985 in massiver Bauweise erneuert. 1986 erfolgte nach durchgeführter Restaurierung die Übergabe des Hauses.
Im Inneren des Haupthauses befindet sich eine Decke mit zwölf Stuckreliefs mit einer Größe von jeweils 0,80 mal 1,00 Meter, die sechs Szenen des Buch Tobias des Alten Testaments und die fünf Sinne zeigen. Das zwölfte Wandrelief zeigt eine Darstellung des nosce te ipsum (dt. Erkenne dich selbst!). Es handelt sich um die einzige Deckengestaltung dieser Art in Quedlinburg. Sie stammt aus der zweiten Hälfte des 17. Jahrhunderts. Während der Sanierungsarbeiten in den 1980er Jahren wurden die Reliefs gesäubert und ergänzt.
Im Jahr 2006 erwarb die Lebenshilfe Harzkreis-Quedlinburg den Gebäudekomplex. Der Seitenflügel wurde komplett zu Wohnungen für Menschen mit Behinderungen ausgebaut. Der Kopfbau mit Engelszimmer, Galerie und Gewölbekeller bleibt für die Öffentlichkeit zugänglich und nutzbar, z. B. durch verschiedene Ausstellungen und Veranstaltungen. Die Räumlichkeiten können auch für Institutionen oder privat gemietet werden.